# Viola Ardone
Viola Ardone (Napoli, 2 luglio 1974) è una scrittrice italiana.

## Biografia
Nata a Napoli, ha trascorso i primissimi anni in Sardegna, causa il lavoro dei genitori, entrambi insegnanti, per poi rientrare nella città natale, dove ha frequentato il liceo classico Pansini e l'Università "Federico II", laureandosi in lettere nel 1996 con il professor Franco Carmelo Greco. 
Nei primi anni ha lavorato per l'editoria, curando molti manuali per la scuola e per esami e concorsi.
È poi passata all'insegnamento di italiano e latino presso il Liceo Scientifico Statale "De Carlo" di Giugliano in Campania (NA). Ha tenuto anche un laboratorio di scrittura per i ragazzi dell'Istituto penale per minori dell'isola di Nisida.
Ha scritto fin da bambina, ma l'esordio come autrice è avvenuto nel 2012 con il romanzo La ricetta del cuore in subbuglio, per Adriano Salani Editore, seguito nel 2016 da Una rivoluzione sentimentale. Nel 2019 ha pubblicato per Einaudi i romanzi Il treno dei bambini, caso editoriale alla Fiera di Francoforte di quell'anno e tradotto in oltre trenta lingue. 
Esce nel 2021, sempre per Einaudi, Oliva Denaro.
È autrice del racconto in rima per ragazzi Cyrano dal naso strano (Albe, 2017), illustrato da Luca Dalisi.
Collabora anche con varie testate giornalistiche: Corriere del Mezzogiorno, la Repubblica, La Stampa, L'Espresso.
Nel 2023 è stato annunciato che la regista Cristina Comencini avrebbe diretto un film liberamente tratto dal suo best-seller Il treno dei bambini: prodotto da Palomar per Netflix Italia, avrà come interpreti principali Barbara Ronchi, Serena Rossi e Stefano Accorsi. Le riprese, iniziate a fine settembre a Torino, sono proseguite a Salerno, e Napoli, quindi in provincia di Reggio Emilia, a Roccabianca (Pr) e in Toscana fino a dicembre 2023.
Il romanzo Oliva Denaro, ispirato alla figura di Franca Viola è anche stato portato a teatro nel 2024 da Ambra Angiolini.

## Opere

### Romanzi
- La ricetta del cuore in subbuglio, Milano, Salani, 2012, ISBN 978-88-6256-920-0. Ristampa: 2021, ISBN 978-88-310-0792-4.
- Una rivoluzione sentimentale, Milano, Salani, 2016, ISBN 978-88-6918-310-2. Ristampa: 2020, ISBN 978-88-310-0483-1.
- Il treno dei bambini, Torino, Einaudi, 2019, ISBN 978-88-06-24232-9. Anche: Mondolibri, Milano, 2019.
- Oliva Denaro, Einaudi, 2021, ISBN 978-88-06-24797-3. Ristampa: Mondolibri, Milano, 2022.
- Grande meraviglia, Torino, Einaudi 2023, ISBN 9788806257620. Ristampa: Mondolibri, Milano, 2023.

### Racconti
- Cyrano dal naso strano, Milano, Albe, 2017, ISBN 978-88-94888-07-2.